# Arrondissement d'Aurich
Pour l'arrondissement à l'époque de l’Empire, voir Arrondissement d'Aurich (Ems).
L'arrondissement d'Aurich est un arrondissement  ("Landkreis" en allemand) de Basse-Saxe  (Allemagne).
Son chef-lieu est Aurich.

## Villes, communes et communautés d'administration
(nombre d'habitants en 2006)
| Einheitsgemeinden | Einheitsgemeinden |
| --- | --- |
| 1. Aurich, ville (40 559) 2. Baltrum (505) 3. Dornum (4 791) 4. Großefehn (13 239) 5. Großheide (8 794) 6. Hinte (7 288) 7. Ihlow (12 644) | 1. Juist, commune insulaire (1 851) 2. Krummhörn (13 125) 3. Norden, ville (25 097) 4. Norderney, ville (5 957) 5. Südbrookmerland (19 093) 6. Wiesmoor, ville (13 172) |

Samtgemeinden avec leurs communes membres
* Siège de la Samtgemeinde
| - 1. Samtgemeinde Brookmerland (13 406) 1. Leezdorf (1 951) 2. Marienhafe, Flecken * (2 068) 3. Osteel (2 354) 4. Rechtsupweg (2 095) 5. Upgant-Schott (3 866) 6. Wirdum (1 072) | - 2. Samtgemeinde Hage (10 722) 1. Berumbur (2 556) 2. Hage, Flecken * (5 851) 3. Hagermarsch (452) 4. Halbemond (1 064) 5. Lütetsburg (799) |

Gemeindefreies Gebiet (territoire inoccupé)
- Nordseeinsel Memmert (île de Memmert)
 (5,17 km2, inhabité)

## Administrateurs de l'arrondissement
- 1885–1893: Johann Georg Neupert (de)
- 1893–1904: Lümko Iderhoff (de)
- 1904-1920: Wilhelm Dyckerhoff (de)
- 1920–1933: Wilhelm Barkhausen (nds)
- 1944–1945: Gotwin Krieger (NSDAP)
- 1946–1949: Wilhelm Hansen (CDU)
- 1949–1952: August Knippert (de) (SPD)
- 1952–1962: Heinz Neier (CDU)
- 1962–1964: Robert Onnen (de) (SPD)
- 1964–1968: Heinz Neier (CDU)
- 1968–1977: Hermann Hildebrand (de) (SPD)
- 1977–2002: Hinrich Swieter (de) (SPD)
- 2003–2011: Walter Theuerkauf (SPD)
- 2011–2019: Harm-Uwe Weber (de) (SPD)
- 2019-: Olaf Meinen (de) (indépendant)